# (1004) Белопольския
(1004) Белопольския (лат. Belopolskya) — типичный астероид главного пояса, открыт 5 сентября 1923 года российским и советским астрономом Сергеем Белявским в Симеизской обсерватории и впоследствии назван в честь российского и советского астронома Аристарха Белопольского (название упомянуто в 1955 году).

## Обнаружение и именование
(1004) Белопольския
Открыт 5 сентября 1923 года в Симеизе С. И. Белявским.
Назван в честь А. А. Белопольского (1854—1934), астрофизика Пулковской обсерватории. В честь Белопольского также назван лунный кратер.
Оригинальный текст (англ.)1004 Belopolskya
Discovered 1923-09-05 by Belyavskij, S. at Simeis.
Named in honor of A. A. Belopolsky (1854—1934), astrophysicist at the Pulkovo Observatory. Belopolsky is also honored by a lunar crater.
Источник:  DISCOVERY.DB.

## Орбита

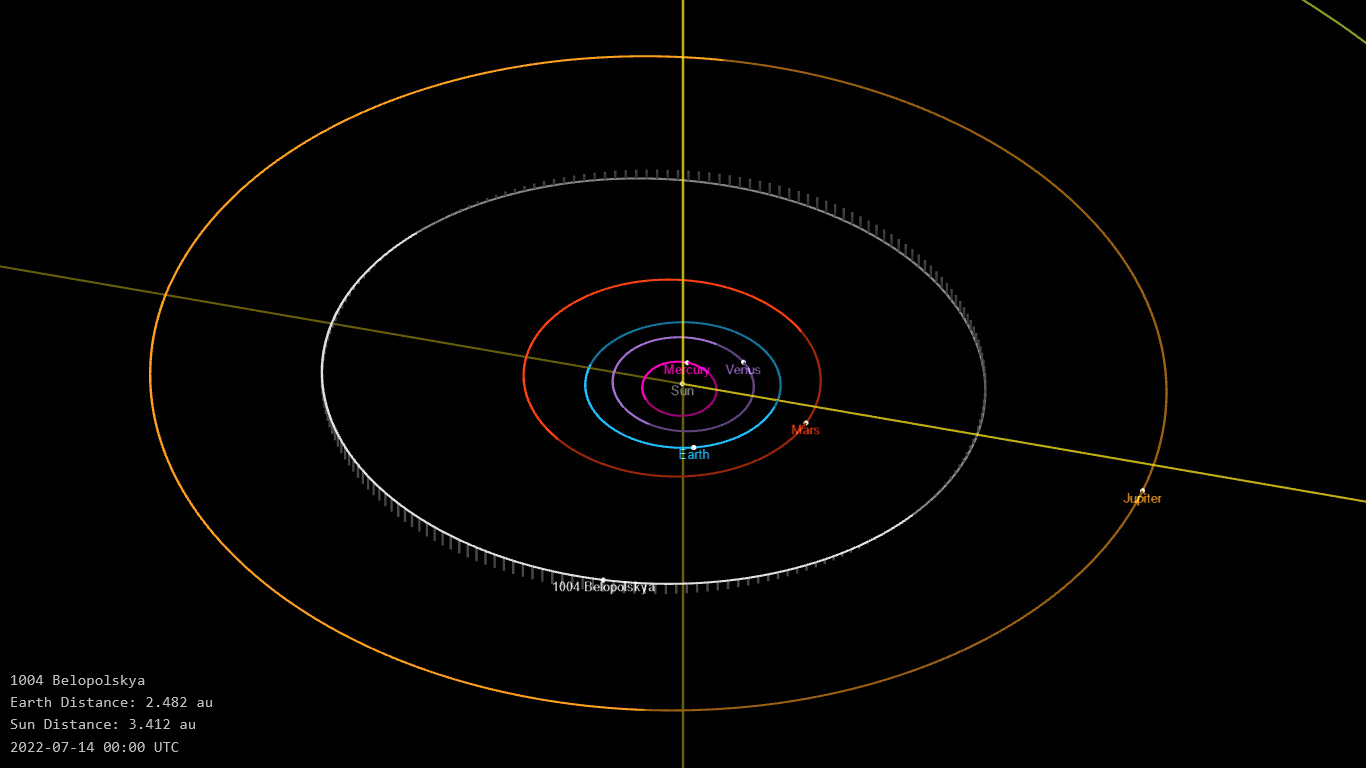
Орбита астероида Белопольския и его положение в Солнечной системе

## Физические характеристики
Астероид относится к таксономическому классу PC.
По результатам наблюдений в инфракрасном диапазоне орбитальной обсерватории IRAS и спутника Akari диаметр астероида сначала оценивался равным 71,6±2,1 км, позже — 79,83±1,33 км. Согласно тем же источникам альбедо оценивается как 0,0348±0,002 и 0,028±0,001.